# Couderc (géographie)
Pour les articles homonymes, voir Couderc.

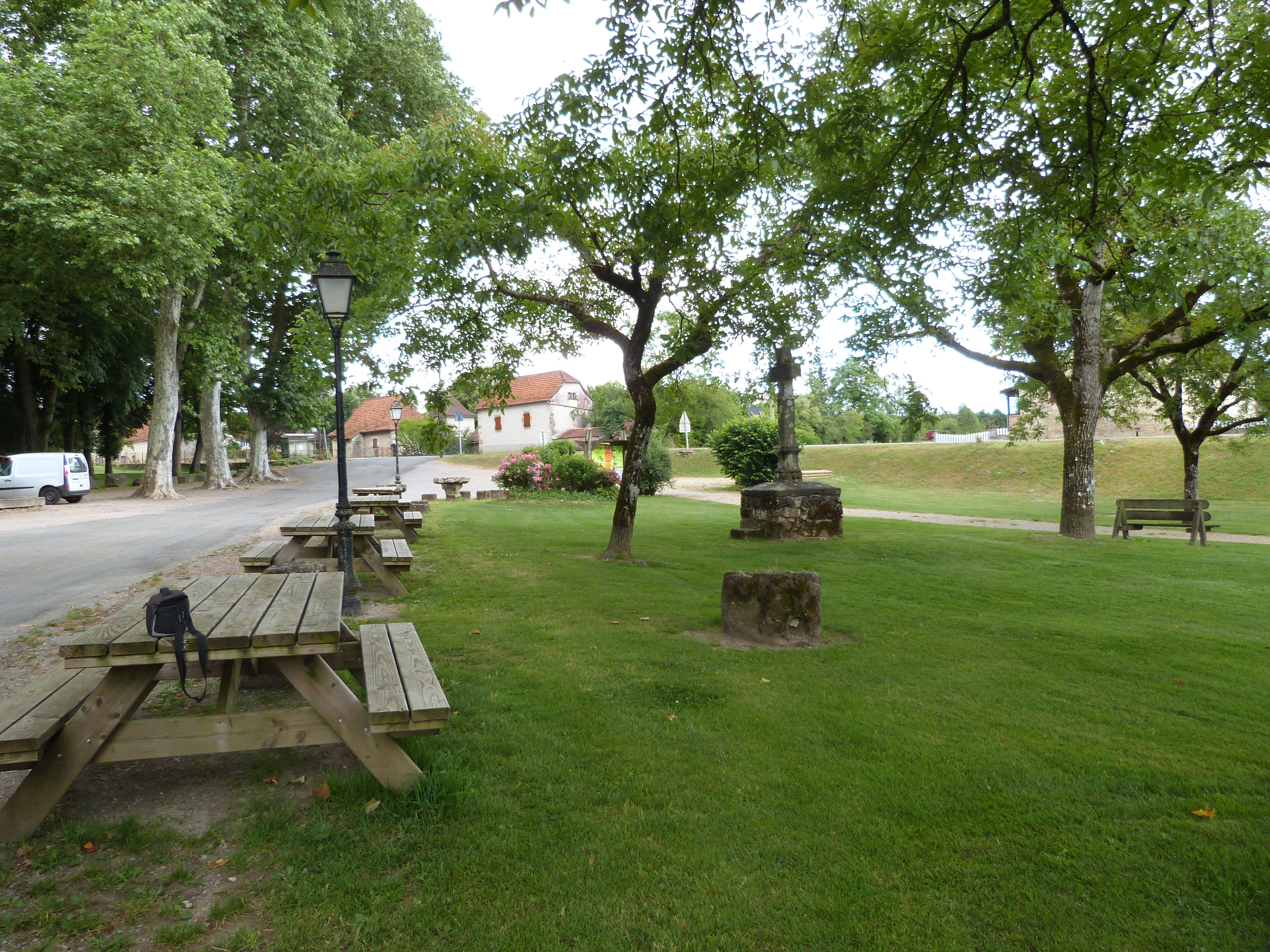
Le couderc de Rudelle, dans le département du Lot.

Dans les régions françaises de tradition occitane, un couderc (coderc en occitan) est un petit espace agricole à usage codifié. Suivant les terroirs, la définition précise du terme diffère quelque peu. Il s'agit généralement d'un espace commun.

## Étymologie
Ce mot vient de coterico, mot qui désigne une pâture commune en langue gauloise,,.

## Définition
Dans le Massif central, le couderc est une pâture communale à usage collectif située non loin d'un village et qui était utilisée autrefois par les paysans les plus pauvres qui n'avaient pas de terres et qui y menaient leurs bêtes.
Dans un contexte local plus précis corrézien, le géographe Paul Maureille a décrit le couderc comme pouvant être aussi l'enclos dévolu aux porcs, qu'ils soient propriété seigneuriale ou appartenant à la communauté paysanne.
Par extension, il désigne aussi la place centrale du village qui regroupe le four à pain, la fontaine, le travail (métier à ferrer), l'abreuvoir. La forme du couderc correspond au green (ou village green (en)) anglais, à l'Anger allemand ou au forte danois.